# 马尔坦库尔 (瓦兹省)
马尔坦库尔（法語：Martincourt）是法国瓦兹省的一个市镇，属于博韦区（Beauvais）松容县（Songeons）。该市镇总面积5.08平方公里，2009年时的人口为149人。

## 人口
马尔坦库尔人口变化图示